# Dorota Mirosław-Świątek
Dorota Mirosław-Świątek – polska inżynier, doktor habilitowana nauk technicznych. Specjalizuje się w filtracji, gospodarce wodnej, hydraulice, inżynierii środowiska oraz inżynierii wodnej. Adiunkt Katedry Inżynierii Wodnej Wydziału Budownictwa i Inżynierii Środowiska Szkoły Głównej Gospodarstwa Wiejskiego w Warszawie.

## Życiorys zawodowy
W 1986 ukończyła oceanografię na Uniwersytecie Gdańskim (magisterium z oceanografii fizycznej na podstawie pracy pt. Rozkład prawdopodobieństwa wysokości fal wzbudzanych wiatrem w strefie załamania przygotowanej pod kierunkiem prof. Stanisława Massela). Od 1986 do 2014 (przez 28 lat) pracowała na różnych stanowiskach w warszawskim Instytucie Meteorologii i Gospodarki Wodnej. Stopień doktorski uzyskała w IMiGW w 1998 na podstawie pracy pt. Metody określania efektywności zabezpieczeń przeciwfiltracyjnych dla wałów przeciwpowodziowych za pomocą analizy numerycznej przepływu wody przez ich korpus i podłoże, przygotowanej pod kierunkiem prof. Henryka Zaradnego. Od roku 2000 pracuje jako adiunkt w Zakładzie Hydrologii i Zasobów Wodnych Katedry Inżynierii Wodnej Wydziału Budownictwa i Inżynierii Środowiska SGGW. Habilitowała się w 2018 na Wydziale Instalacji Budowlanych, Hydrotechniki i Inżynierii Środowiska Politechniki Warszawskiej na podstawie oceny dorobku naukowego i rozprawy pt. Zastosowanie modelowania przepływu wody w dolinie rzeki bagiennej w zarządzaniu obszarami mokradłowymi. 
Swoje prace publikowała w takich czasopismach jak m.in. „Water”, „Ecological Engineering", „Gospodarka Wodna" oraz „Acta Geophysica”.